# 제8대 스펜서 백작 존 스펜서
제8대 스펜서 백작 존 스펜서(John Spencer, 8th Earl Spencer, 1924년 1월 24일~1992년 3월 29일)는 영국의 귀족이다. 올소프 자작(Viscount Althorp)으로도 유명하다. 부모는 제7대 스펜서 백작 앨버트 스펜서와 애버콘 공녀 신시아 스펜서이며 그의 삼녀 다이애나는 웨일스 공 찰스와 결혼하여 웨일스 공비가 된다.

## 자녀
그는 첫 번째 부인 프랜시스와의 사이에 2남 3녀의 자녀가 있었으며, 두 번째 부인인 레인과의 사이에서는 자녀가 없었다. 
- 엘리자베스 사라 라비나 스펜서
- 신시아 제인 스펜서
- 존 스펜서(태어난 지 10시간 만에 사망)
- 다이애나 프랜시스 스펜서
- 찰스 에드워드 모리스 스펜서

| 전임 앨버트 스펜서 | 그레이트브리튼의 스펜서 백작 1975년 6월 9일 ~ 1992년 3월 29일 | 후임 찰스 스펜서 |